# إيغور جيسوس
إيغور جيسوس ماسييل دا كروز (25 فبراير 2001 في البرازيل - ) هو لاعب كرة قدم برازيلي حاصل على الجنسية الإماراتية يلعب كمهاجم يلعب حالياً في نادي بوتافوغو ومنتخب البرازيل.
لعب سابقاً في نادي كوريتيبا ونادي شباب الأهلي.

## روابط خارجية
إيغور جيسوس على موقع قاعدة بيانات كرة القدم.إي يو (الإنجليزية)
- إيغور جيسوس على موقع ليكيب (الفرنسية)
- إيغور جيسوس على موقع ناشيونال فوتبول تيمز (الإنجليزية)
- إيغور جيسوس على موقع Soccerway.com (الإنجليزية)